# Campionatul republican de handbal feminin categoria A 1976-1977
Campionatul Republican de handbal feminin categoria A 1976-1977 a fost a 19-a ediție a primului eșalon valoric al campionatului național de handbal feminin românesc, denumit la acea vreme Campionatul Republican categoria A feminin. Competiția a fost organizată de Federația Română de Handbal (FRH).
Ediția 1976-1977 a Campionatului Republican a fost câștigată de Universitatea Timișoara, echipă antrenată de Constantin Lache. A fost al 9-lea titlu de acest fel al echipei timișorene, record care va fi depășit abia circa 20 de ani mai târziu, de CS Oltchim Râmnicu Vâlcea.
Voința Odorhei și Textila Buhuși, clasate pe ultimele două locuri, au retrogradat.

## Clasament
Clasamentul final
| Loc | Echipa                  | J  | V  | E | Î  | GM  | GP  | DG    | P  | Promovare sau retrogradare  |
| --- | ----------------------- | -- | -- | - | -- | --- | --- | ----- | -- | --------------------------- |
| 1   | Universitatea Timișoara | 33 | 26 | 3 | 4  | 479 | 352 | + 127 | 55 |                             |
| 2   | I.E.F.S București       | 33 | 25 | 2 | 6  | 440 | 354 | + 86  | 52 |                             |
| 3   | Universitatea București | 33 | 20 | 3 | 10 | 482 | 419 | + 63  | 43 |                             |
| 4   | Rapid București         | 33 | 18 | 5 | 10 | 451 | 409 | + 42  | 41 |                             |
| 5   | Confecția București     | 33 | 19 | 2 | 12 | 431 | 409 | + 22  | 40 |                             |
| 6   | Progresul București     | 33 | 14 | 6 | 13 | 411 | 384 | + 27  | 34 |                             |
| 7   | Universitatea Cluj      | 33 | 13 | 3 | 17 | 457 | 480 | − 23  | 29 |                             |
| 8   | Mureșul Târgu Mureș     | 33 | 12 | 3 | 18 | 466 | 483 | − 17  | 27 |                             |
| 9   | Constructorul Timișoara | 33 | 10 | 4 | 19 | 410 | 448 | − 38  | 24 |                             |
| 10  | Universitatea Iași      | 33 | 11 | 1 | 21 | 446 | 482 | − 36  | 23 |                             |
| ▼11 | Voința Odorhei          | 33 | 5  | 5 | 23 | 345 | 469 | − 124 | 15 | Retrogradate în Categoria B |
| ▼12 | Textila Buhuși          | 33 | 5  | 3 | 25 | 349 | 478 | − 129 | 13 | Retrogradate în Categoria B |